# 宇多須神社
宇多須神社（うたすじんじゃ）は、石川県金沢市にある神社。金沢五社（金沢市に江戸時代から鎮座する5神社の総称）のひとつ。718年（養老2年）の創建。1599年（慶長4年）に前田利家を密かに祀り、藩士が禄高に応じて祭祀料を負担した。尾山神社の創建に伴い元の祭神である高皇産霊神を遷座した。

## 歴史

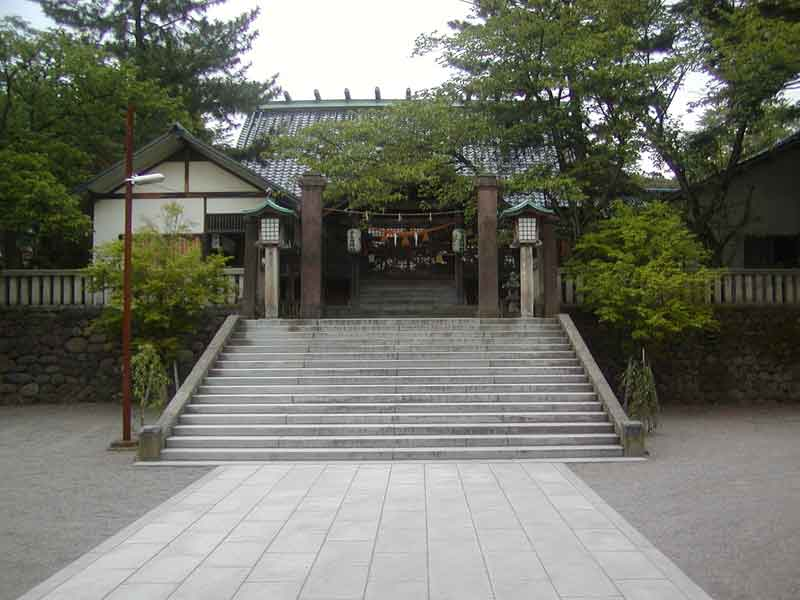

宇多須神社は通称毘沙門さんと云う。佐和田川（今の浅野川）の辺の小丘から出た古鏡の裏面に卯と辰との紋様があったので卯辰神とし、養老2年（今から1250年以上）多聞天社と称して創建された。また藩祖前田利家公を卯辰八幡宮と称して祀ってあり代々藩主の祈祷所として崇敬篤かった。明治に入り現在の尾山神社として創建され遷座された。明治2年高皇産霊社と改め、同5年卯辰社と改称、33年10月2日現在の宇多須神社と改め、同35年県社に昇格された。

## アクセス
- 所在地：金沢市東山一丁目30番8号
- 公共交通機関で
  - 城下まち金沢周遊バス・北鉄バス・西日本JRバス「橋場町」バス停から徒歩約8分
  - 金沢ふらっとバス 材木ルート「梅ノ橋」バス停から徒歩約5分